# オムロン太陽
オムロン太陽株式会社（オムロンたいよう、英: OMRON Taiyo Co.,LTD.）は、大分県別府市に本社を置く電子部品などを製造、販売する会社。

## 概要
会社自身が設立されたのは1972年（昭和47年）2月4日、創業日は1972年4月8日。
オムロンの特例子会社であり、電子機器に使用する部品（リレー部品、センサ部品、スイッチなど）を製造している。「世に身心障害者（児）はあっても仕事に障害はありえない」を信念に活動していた社会福祉法人「太陽の家」創始者の中村裕と、「企業は社会の公器である」というオムロン創業者の立石一真の理念が協調し、福祉施設と民間企業の合弁という形で設立された。
このことから、社員に占める障害者の割合は、非常に高いものとなっている（全従業員のうち、約5割が障害者。2012年8月現在）。

## 沿革
- 1972年（昭和47年） - オムロン太陽電機株式会社として設立。
- 1972年（昭和47年） - 創業。
- 1990年（平成 2年） - オムロン太陽株式会社に社名変更。
- 2000年（平成12年） - ISO14001認証を取得。
- 2001年（平成13年） - OHSAS18001（労働安全衛生マネジメントシステム）を取得。

## 主要生産品
製品の生産は、自社以外にも「太陽の家」と共同して行っている。
- ソケット（リレーなどの接続配線に使用。）
- センサー（OA機器などに使用。）
- スイッチ（主に自動車のパワーウインドウなどに使用。）